# 2019 في الولايات المتحدة
فيما يلي قوائم الأحداث التي وقعت خلال عام 2019 في الولايات المتحدة.